# Santa Justa (Arraiolos)
Santa Justa is een plaats (freguesia) in de Portugese gemeente Arraiolos en telt 226 inwoners (2001).